# Lyrcus origo
Lyrcus origo är en stekelart som beskrevs av Walker 1842. Lyrcus origo ingår i släktet Lyrcus och familjen puppglanssteklar. Inga underarter finns listade i Catalogue of Life.